# Sinarmukti
Sinarmukti is een bestuurslaag in het regentschap Serang van de provincie Banten, Indonesië. Sinarmukti telt 2169 inwoners (volkstelling 2010).